# Scinax juncae
Scinax juncae é uma espécie de anfíbio da família Hylidae. Endêmica do Brasil, pode ser encontrada nos estados da Bahia e Minas Gerais.